# Acetoină
Acetoina (3-hidroxibutanona) este un compus organic cu formula chimică CH3CH(OH)C(O)CH3. Este un lichid incolor, chiral, cu miros de unt. Stereoizomerul produs de bacterii este (R)-acetoină.

## La bacterii
Acetoina este utilizată ca depozit de energie de către unele specii de bacterii fermentative. Este produsă ca urmare a decarboxilării alfa-acetolactatului, un precursor compun în procesele de biosinteză al aminoacizilor ramificați. Când alte resurse pe bază de carbon sunt epuizate și cultura bacteriană intră în faza staționară, acetoina poate fi utilizată pentru menținerea densității culturii. Testul Voges-Proskauer este un test adesea utilizat în microbiologie pentru a identifica o specie producătoare de acetoină.